# Heteropterys leona
Heteropterys leona là một loài thực vật có hoa trong họ Malpighiaceae. Loài này được (Cav.) Exell mô tả khoa học đầu tiên năm 1944.